# Shellac
Pour les articles homonymes, voir Shellac (résine) et Shellac (société de distribution).
Shellac (quelquefois dénommé Shellac of North America) est un groupe de rock indépendant américain, originaire de Chicago, dans l'Illinois formé de Steve Albini (guitare et voix), Bob Weston (basse et voix) et Todd Trainer (batterie et voix). On les classe souvent dans le noise rock et le math rock mais eux-mêmes se décrivent comme un « trio de rock minimaliste ».
Le son de Shellac reste dans la continuité des formations précédentes d'Albini, avec des textures sonores volontairement « hostiles », et une attitude intransigeante, notamment au niveau de la publicité autour du groupe, qui reste pratiquement inexistante.

## Biographie

### Années 1990

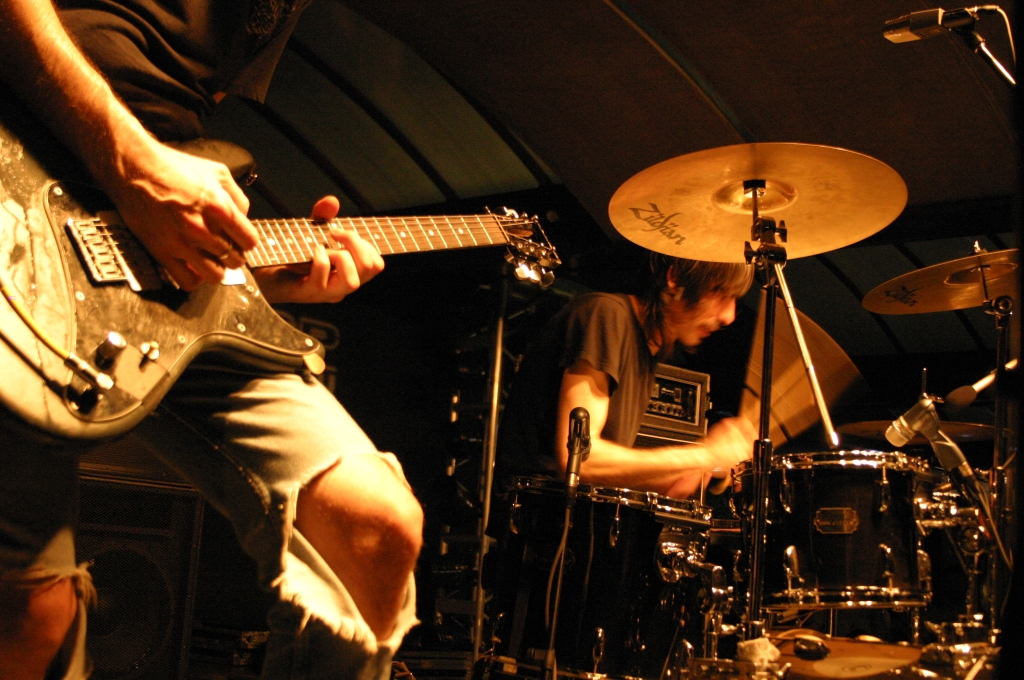
Steve Albini et Todd Trainer.

Shellac est formé à Chicago, dans l'Illinois, en 1992 au cours d'une collaboration informelle entre le guitariste et producteur Steve Albini et le batteur Todd Trainer. L'ancien bassiste de Naked Raygun, Camilo Gonzalez a joué dans les premières répétitions et sur une chanson du premier single de Shellac avant que le bassiste permanent Bob Weston, ancien membre des Volcano Suns de Boston, rejoigne le groupe, à la suite de l'invitation d'Albini de venir travailler en tant qu'ingénieur du son dans son studio Electrical Audio.
Shellac a un son singulier et minimaliste, basé sur un usage inhabituel et déroutant des signatures rythmiques (c'est pourquoi on le range parfois dans le math rock), des rythmes lourds et répétitifs, un son de guitare abrupt, et les paroles surréalistes et un tant soit peu sarcastiques d'Albini. Les chansons n'ont généralement pas la traditionnelle structure couplet-refrain-couplet et les arrangements sont exigus, au point que certains qualifient leur musique d'« amélodique ». Le son unique de Shellac s'explique également par l'affection de ses membres  pour les guitares vintages du luthier américain Travis Bean, un fabricant insolite dont les instruments sont faits d'aluminium. Albini est aussi connu pour utiliser des médiators de cuivre et des lanières de guitare particulières qui se portent au niveau de la taille plutôt que sur l'épaule. Le groupe préfère l'intimité des petites salles, et les apparitions en concert sont sporadiques.
Weston et Albini sont tous deux des ingénieurs du son renommés, et ils utilisent naturellement leurs méthodes favorites avec Shellac. Albini préfère les enregistrements bruts et analogiques, avec peu ou pas d'overdubbing, et est très méticuleux quant au placement du micro et le choix du matériel. Cela se reflète dans l'approche exacte, minutieuse du groupe vis-à-vis de leur propre musique, aussi bien en studio qu'en concert.

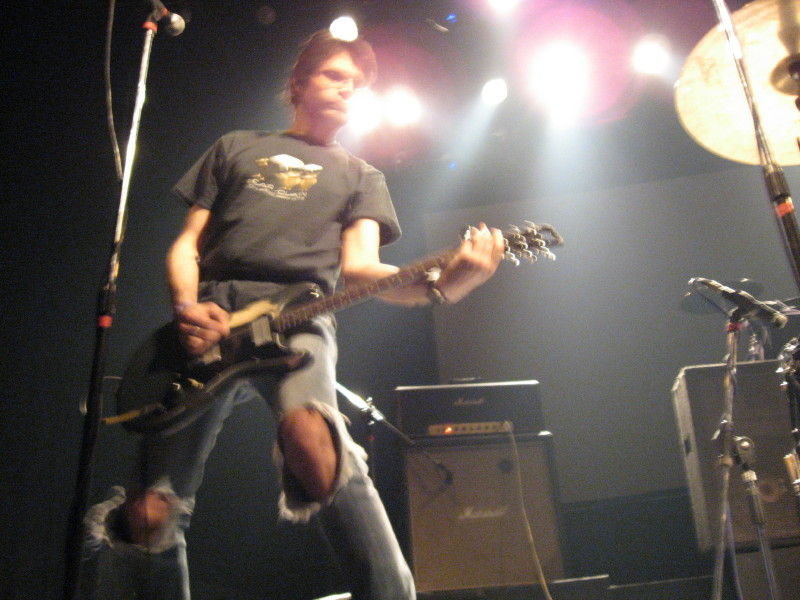
Steve Albini, en concert avec Shellac en 2008.

Shellac est aussi renommé pour leur peu conventionnel modus operandi. Partir en tournée est souvent une excuse pour le groupe afin de s'éloigner de leur travail journalier (Albini et Weston sont tous deux ingénieurs du son, Trainer travaille dans un studio commercial de photographes à Minneapolis), et non un moyen de faire la promotion d'un disque récent ou des profits financiers. En effet, Shellac n'a pas d'« honoraire fixe » pour leurs prestations, comme la plupart des groupes ; ils adaptent au contraire leur tarif, notamment en fonction du coût de leur déplacement.
Fidèle à la posture habituelle d'Albini, réputé pour travailler essentiellement en analogique, le groupe privilégie les enregistrements sur disques microsillons, dans une optique de respect du méticuleux travail de production mais aussi pour des considérations esthétiques revendiquées ; les éditions en vinyle des disques de Shellac précèdent généralement de plusieurs mois la version CD, et contiennent parfois un CD fourni sans frais supplémentaires, dans le but d'inciter les auditeurs à l'utiliser.
À leurs débuts, le groupe clamait volontiers que leurs chansons parlaient des deux sujets préférés d'Albini : le baseball et le Canada. Actuellement, les chansons d'Albini et Weston font souvent allusion à un large éventail de thèmes, depuis l'exacerbation émotionnelle jusqu'à l'examen des détails du quotidien. Cependant, indépendamment du sujet, chaque chanson est introduite d'une manière ironique et parfois violente.
Les membres de Shellac sont connus pour leurs caractères fantasques, à l'origine d'enregistrements et d'évènements intéressants. En particulier, ils ont enregistré un album instrumental du nom de The Futurist pour une troupe de danse moderne. Sans considération financière pour ce que le groupe voyait comme un enregistrement secondaire et ne pensant pas en faire profiter un plus large public, ils ont pressé environ 700 copies en disques vinyles et les ont offerts en cadeau à leurs amis. La couverture de chaque album était une liste de l'ensemble des destinataires, avec le nom du destinataire particulier entouré. Shellac a également joué un spectacle le jour d'Halloween sous le nom de The Sex Pistols, avec l'ancien chanteur de The Jesus Lizard et de Scratch Acid, David Yow, dans le rôle de Johnny Rotten.
Le groupe a également été invité pour une Peel Session à la BBC en 1994,.

### Années 2000 et 2010

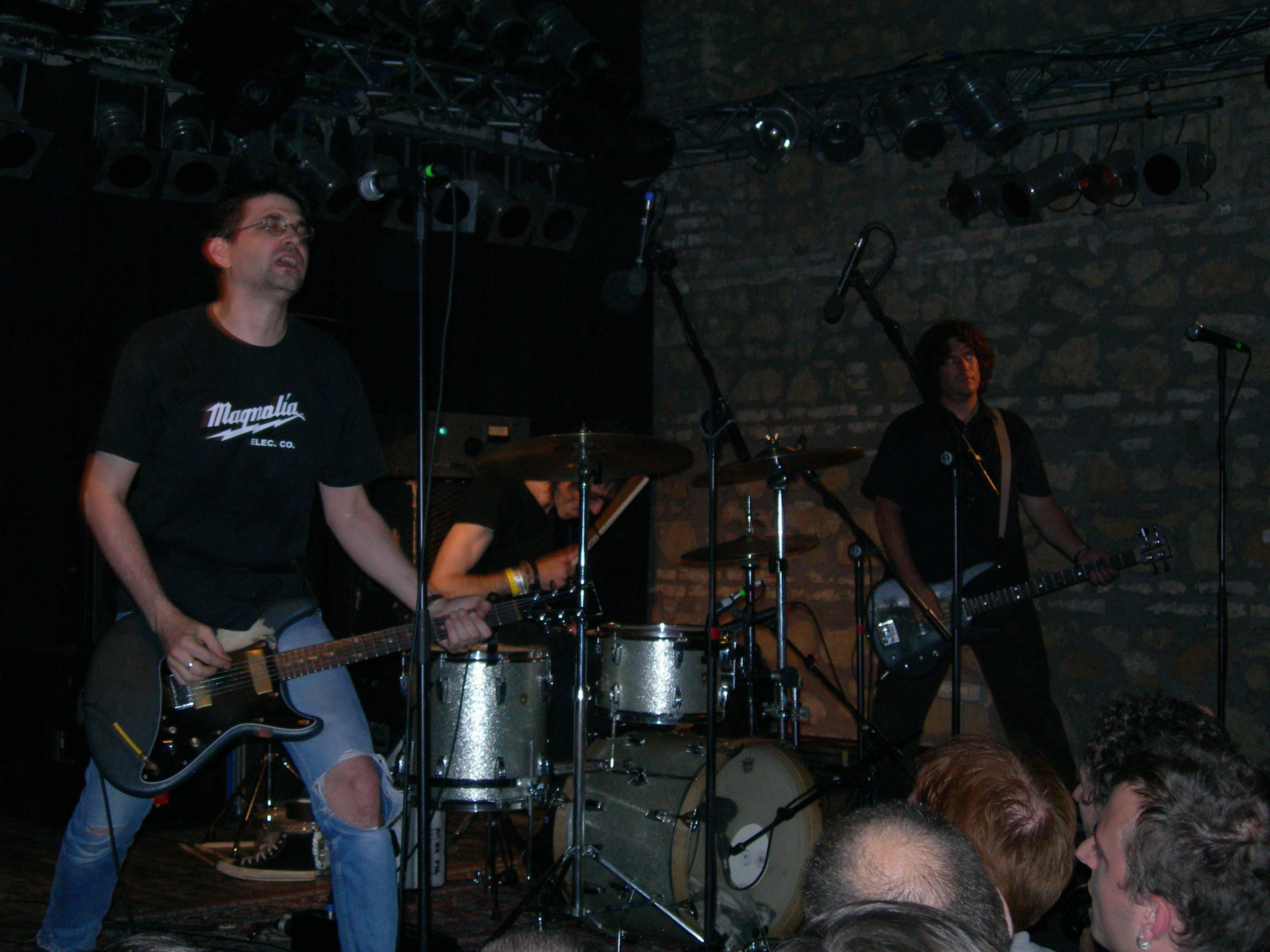
Shellac au Circolo degli Artisti (Rome)

En décembre 2004, Shellac enregistre une BBC session dédiée à leur vieil amateur John Peel. Peel avait été un ardent admirateur du groupe et sa mort la même année a profondément marqué la communauté de la musique indépendante.
En 2005, Shellac a été filmé jouant le titre Steady As She Goes dans une maison abandonnée pour la deuxième partie d'un projet de film nommé Burn to Shine, organisé par le batteur de Fugazi Brendan Canty et le réalisateur Christopher Green. C'est le seul enregistrement vidéo officiel du groupe en train de jouer live qui ait jamais été réalisé.
Shellac n'a sorti aucun disque entre  1000 Hurts en 2000 et Excellent Italian Greyhound en 2007, mais sept chansons parues sur le dernier album ont  été régulièrement jouées à leurs concerts durant cette période. Parmi celles-ci, Elephant était auparavant connue sous le nom de Repeat the Lie. Excellent Italian Greyhound est nommé en hommage au lévrier (greyhound en anglais) de Todd Trainer, Uffizi. Le disque est sorti sur le label Touch and Go Records en juin 2007.
Un nouvel album intitulé Dude Incredible sort le 16 septembre 2014, puis un dernier album, To All Trains, le 18 mai 2024, dix jours après la mort de Steve Albini.

## Discographie

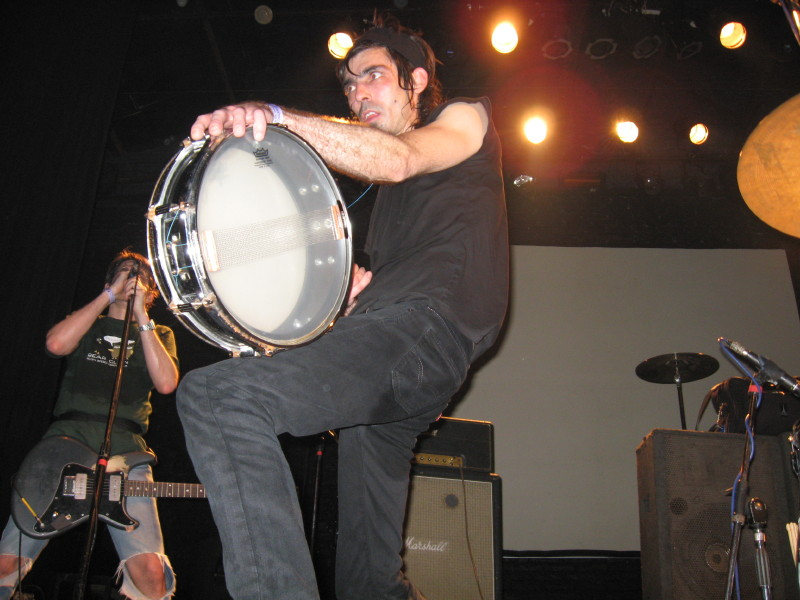
Todd Trainer en concert avec Shellac (Buenos Aires, 26/03/2008).

### Albums studio
- 1994 : At Action Park (Touch & Go)
- 1998 : Terraform (Touch & Go)
- 2000 : 1000 Hurts (Touch & Go)
- 2007 : Excellent Italian Greyhound (Touch & Go)
- 2014 : Dude Incredible (Touch & Go)
- 2024 : To All Trains (Touch & Go)

### Singles et EP
- 1993 : The Rude Gesture: A Pictorial History (Touch & Go)
- 1993 : Uranus (Touch & Go)
- 1994 : The Bird Is the Most Popular Finger (Drag City)
- 1995 : Billiardspielerlied b/w Mantel (Überschall Records)
- 1995 : 95 Jailbreak (Skin Graft) : double split single de reprises d'AC/DC
- 1997 : The Soul Sound Single (Touch & Go) : split single avec Mule
- 2001 : Agostino (Barbaraal) : split single avec Caesar

### Compilations & Live
- 1995 : Copper Song sur la compilation Ground Rule Double (Actionboy / Divot Records)
- 1996 : Killers sur la compilation The Lounge Ax Defense & Relocation Compact Disk (Touch and Go Records)
- 2005 : Steady as She Goes (live) sur la compilation Burn to Shine Volume 2: Chicago IL 09.13.2004 (Trixie DVD)
- 2019 : The End of Radio (Sessions BBC Radio Peel : 1994 & 2004) (Touch and Go Records)